# Câu lạc bộ bóng đá SHB Đà Nẵng
O Câu lạc bộ bóng đá SHB Đà Nẵng é um time de futebol vietnamita que está situado na cidade de Da Nang e atualmente disputa a V-Liga, a primeira divisão do país.